# Samuel Kunz
Samuel Kunz (agosto de 1921 - Bonn, 18 de novembro de 2010) foi um militar alemão de origem russa. Nazista, ele era acusado de cometer crimes contra prisioneiros no campo de extermínio de Bełżec.